# Manicura francesa

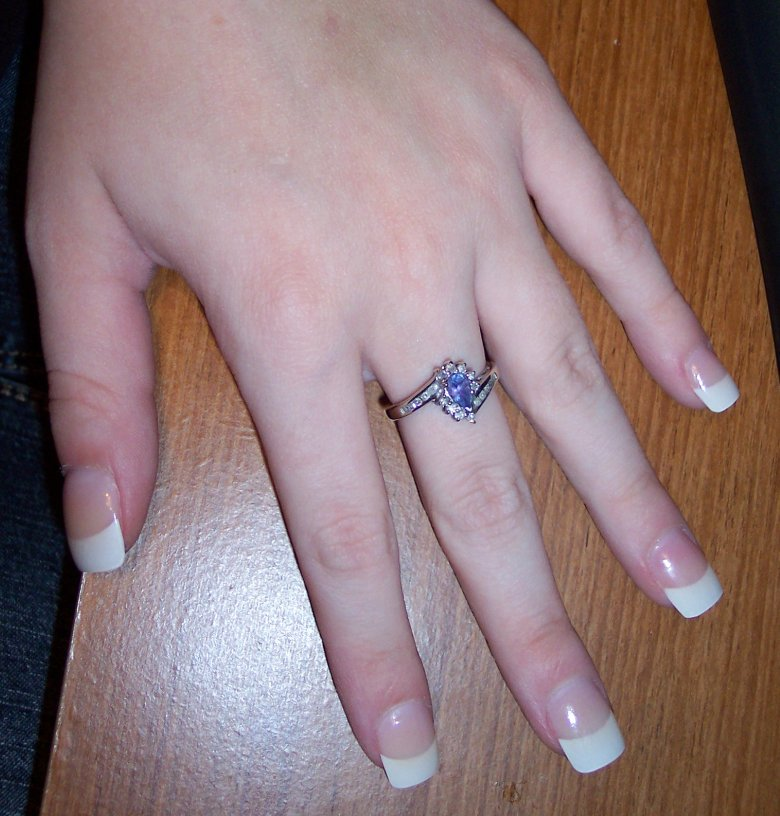
Ejemplo de Manicura Francesa.

La manicura francesa es un método de maquillaje para las uñas de las manos. Se caracteriza por la aplicación de un tono rosado natural a la lámina ungueal en combinación con un tono blanco en su extremo superior. Pareciéndose de esta manera a una uña natural pero con mayores contraste y brillo. La punta de la uña se pinta de blanco mientras el resto de la uña se pinta con esmalte en un tono rosado o con una capa incolora.

## Historia
La manicura francesa podría haberse originado en el siglo XVII y era popular en la década de 1920 y de 1930. El estilo es escogido por su simplicidad, dando a la uña un aspecto natural y de aspecto pulcro. Su popularidad también ha sido atribuida a una mayor influencia de la estética de la industria pornográfica americana en las tendencias cosméticas actuales..

## Proceso
La manicura francesa es a menudo más cara que otros tipos de manicura, como el diseño con aerógrafo sobre la uña que usa una plantilla o pintado con esmalte de uñas, con una delicada línea de blanco, o una línea más gruesa, imprecisa que es limpiada posteriormente con el quitaesmalte de uñas. En la modalidad hágalo usted mismo, la manicura francesa también puede ser hecha en casa mediante plantillas para aplicar esmalte de uñas. 

## Variaciones
La manicura americana es una manicura francesa pero con las puntas en color beige en lugar del blanco, y el pulido en rosado sobre la uña. También se usan uñas acrílicas que son muy largas aplicadas con cola especial para uñas.